# 3球コンサート 1983・8・28 大阪球場
『ヤングコミュニケーション'83 3球コンサート 1983・8・28 大阪球場』（ヤングコミュニケーション エイティースリー さんきゅうコンサート いちきゅうはちさん はち にはち おおさかきゅうじょう）は、日本のアイドルグループ・たのきんトリオが1983年に、リリースしたコンサートのビデオ作品。品番はJFC-0001。音声はモノラルにて収録。

## 概要
1983年8月28日に行われた、たのきんトリオのスタジアムコンサート「たのきん3球コンサート」の最終公演である大阪球場公演の模様を収録。また同公演は、たのきんトリオの解散コンサートでもある。
販売は「ジャニーズファミリークラブ」内の、たのきんトリオのファンクラブ「Communication Super 3」の会員限定にて販売された。販売価格は、当時のビデオテープの販売価格としては破格の7,000円であった。
パッケージ、およびビデオテープのレーベルに「たのきんトリオ」の表記は無く、アーティストクレジットは「田原俊彦・近藤真彦・野村義男」の表記となっている。またパッケージの収録曲の表記が正式な表記で無いものが多数ある。また製作スタッフのクレジットがほとんど無い。
ジャニーズJr.の一員として参加していた少年隊もバックダンサーとして参加しており、若き日の少年隊も映像で確認出来るシーンもある。
ビデオの映像にカメラを持参してきているファンが映っているが、1983年の3球コンサートでは、観客へのコンサートの撮影を許可していた。また後日ファンが撮影した写真を募集し、このコンサートの写真集「たのきん 3球コンサート PHOTO GRAFFITI」にいくつか掲載された。
このコンサート演出は、現在のジャニーズのコンサートの礎となる内容であり、マジック、スタントアクション、水、炎、花火、フロート（通称トロッコ）等を使用した演出が多数盛り込まれている。
現在は廃盤、未DVD化の作品であり、入手は非常に困難となっている。

## 出演者
たのきんトリオ（田原俊彦、野村義男、近藤真彦）

## 収録映像曲
※収録曲の表記は、パッケージに基づいて記載。また（）は、パッケージ記載の無いもの。
- （オープニング）

曲目の表記は無いが、田原と近藤がクレーンに吊られたゴンドラに乗って登場する。
- DEAD OR ALIVE（田原・野村・近藤）

インストゥルメンタル。野村がギター、田原がキーボード、近藤がドラムを演奏している。
- SEPARETE WAYS（田原・野村・近藤）

ジャーニーのカバー曲。
- ピエロ （田原）
- ハイティーン・ブギ（近藤）
- 俊彦・真彦メドレー（田原・近藤）

哀愁でいと - スニーカー・ブルース - 悲しみTOOヤング - ヨコハマ・チーク - 恋＝Do! - ブルージーンズ・メモリー - 君に決定 - ハッとして!Good - ギンギラギンにさりげなく - ニンジン娘 - 情熱・熱風・せれなーで - ブギ浮ぎI LOVE YOU - グッドラックLOVE - ふられてBANZAI - 君に薔薇薔薇という感じ - ハイティーン・ブギ - 原宿キッス - ほれたぜ乾杯 - 誘惑スレスレ
- ギター・プレー（野村）
- 真夏の一秒（近藤・野村）

この曲では、前曲に続き野村がギターを演奏している。
- シャワーな気分（田原）
- （MC）
- センチメンタル・ハイウェイ（田原）

田原のアルバム「波に消えたラブ・ストーリー」収録曲。
- BEAT IT（田原）

マイケル・ジャクソンのカバー曲。
- I WANT YOU TONIGHT（田原）

パブロ・クルーズのカバー曲。
- 天使の休息（近藤）

近藤のアルバム「Rising」収録曲。
- 爆走レイルロード（近藤）

アルバム「Rising」収録曲。
- リバプール横浜（近藤）

曲中でダウン・タウン・ブギウギ・バンドの「港のヨーコ・ヨコハマ・ヨコスカ」の一部を、歌詞を変えて歌唱している。
- バラード（田原）

「波に消えたラブ・ストーリー」収録曲。
- ついでのようにKiss me（田原）

「波に消えたラブ・ストーリー」収録曲。
- 水の中のビーナス（田原）

「波に消えたラブ・ストーリー」収録曲。
- めちゃめちゃロックンロール（野村）

野村のアルバム「待たせてSorry」収録曲。
- ロッキン・マイ・ハート（近藤）

矢沢永吉のカバー曲。
- ヘイ・ガール（近藤）

シングル「ためいきロ・カ・ビ・リー」のカップリング曲。
- ためいきロ・カ・ビ・リー（近藤）
- アイム・イン・ラブ（近藤・野村）

近藤のボーカルと野村のギターの演奏による曲。
- エピタフ（田原）

キング・クリムゾンのカバー曲。
- I'm So Exited（田原）

ポインター・シスターズのカバー曲。
- セイクレット・ソング（近藤）
- DON'T TELL ME YOU LOVE ME（田原）

ナイト・レンジャーのカバー曲。エンディングに近藤と野村が登場。
- ハロー・アイ・ラブ・ユー（田原・野村・近藤）

ドアーズのカバー曲。
- 悲しきハイスクール（田原・野村・近藤）

近藤のアルバム「THANK 愛 YOU」収録曲。
- ジュリエットへの手紙（田原・野村・近藤）

田原のアルバム「No.3 Shine Toshi」収録曲。
- オーバー・チューアー

インストゥルメンタル。パッケージには表記されていない。
- ためいきロ・カ・ビ・リー（近藤）
- さらば‥夏（田原）
- ジャンピング・ジャック・フラッシュ（田原・野村・近藤）

ローリング・ストーンズのカバー曲。
- 詩の贈り物（田原・野村・近藤）